# Gălăbets (bergskedja)
Gălăbets (bulgariska: Гълъбец) är en bergskedja i Bulgarien.   Den ligger i regionen Sofijska oblast, i den centrala delen av landet, 50 km öster om huvudstaden Sofia.